# Fiat 60 HP
Fiat 60 HP – samochód osobowy wprowadzony do produkcji w 1904 roku przez włoski koncern motoryzacyjny Fiat. Miał on spełnić wymagania bogatej klienteli, w tym na rynku Stanów Zjednoczonych. Samochód był budowany z dużą dbałością o szczegóły, konstrukcją nadwozi zajmowały się amerykańskie firmy takie jak Quimby czy Demarest. Dostępne były dwie wersje o różnym rozstawie osi, długim oraz normalnym.

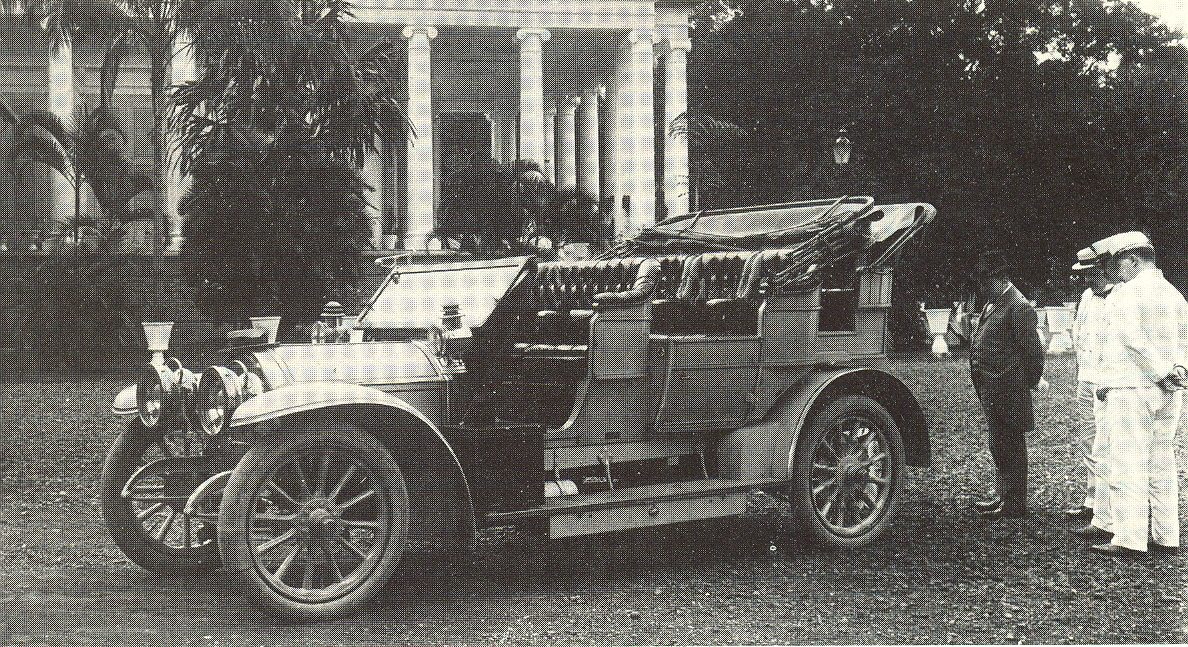
Fiat 60 HP, trzecia seria produkcji (1907)